# Mariano Conrado Asprer de Neuburg
Mariano Conrado Asprer de Neuburg (Palma de Mallorca, 1 de junio de 1820-15 de diciembre de 1881), con el segundo apellido castellanizado como Asper de Neoburgo en algunas ocasiones, i marqués de la Fuensanta de Palma, fue un teniente de navío, aristócrata, pintor y escultor español del siglo XIX.

## Biografía
La familia paterna de Mariano Conrado era de ascendía genovesa, afincados en Mallorca desde el siglo XVII. 
Contrajo matrimonio con Catalina Conrado, cuyo nombre de soltera era Contestí Torres. En la última parte de su vida ingresó en un convento como fraile.
En 1865 participó en una bajada al interior de la Cuevas de Son Pou, en Santa María del Camino, experiencia que posteriormente publicó.
En su edad adulta se involucró en la recuperación del patromino arquitectónico de Mallorca.

## Marqués de Fuensanta
Mariano Conrado Asprer de Neuburg fue el primer marqués de la Fuensanta de Palma de Mallorca. Aunque el título nobiliario se lo había otorgado la reina Isabel II a su padre unos años antes, en 1864, éste no había obtenido el real despacho hasta 1871, cuando ya recayó en su hijo.
El título recae actualmente en su descendiente Ricardo Conrado Krahe.

## Obra artística
Además de su faceta nobiliaria y militar, el marqués de la Fuensanta (Fontsanta en mallorquín) ejerció activamente como pintor. 
En 1839 se trasladó a Madrid para servir a la reina Isabel II y aprovecha para sistir a la Academia de Bellas Artes de San Fernando. En 1860 es nombrado académico de la Academia de Bellas Artes de Palma. 
A partir de 1840 tuvo una etapa muy prolífica en la que sus temas predominantes eran el paisaje y el costumbrismo, con un estilo romántico y obras como:
- 1846. Paisaje con ruinas griegas.
- 1850. La torre de Canyamel
- 1850. Vista de Palma
- 1854. El vapor Mazzepa comandado por Pinzón en la cala de Bocoya, costa de África, la noche del 26 de febrero de 1812, obra con la que participó en la Exposición Nacional de Bellas Artes.
- 1860. Recuerdos de Segovia

Este último año participó en la Exposición Agrícola, Industrial y de Bellas Artes con esa última obra y una escultura de un busto de barro, con la que consiguió la medalla de plata, lo cual le dio cierta fama y consideración.
También acometió, por medio de su sabor romántico, la documentación de monumentos (iglesias, conventos, edificios islámicos, etc., como en las obras Interior de iglesia gótica, Baños árabes de Palma o una serie de conventos: con obras sobre el Convento de los Mínimos y Santa María del Camino en diferentes estados de conservación.
En cuanto a su labor protectora y patronal, impulsó la reconstrucción de diferentes edificios históricos como la Iglesia de la Virgen de la Soledad y el  Convento de los Mínimos de Santa María del Camino, en estado ruinoso tras las exclaustraciones de 1820 y 1835. Para ello compró la iglesia y la casa conventual, teniendo terminadas las obras para 1861.